# أندرو غاردنر
أندرو غاردنر (بالإنجليزية: Andrew Gardner)‏ هو لاعب كرة قدم أمريكية أمريكي، ولد في 4 أبريل 1986 في تيرون في الولايات المتحدة.

## وصلات خارجية
- أندرو غاردنر على موقع مرجع كرة القدم المحترفة.كوم (الإنجليزية)